# Lorena Bianchetti

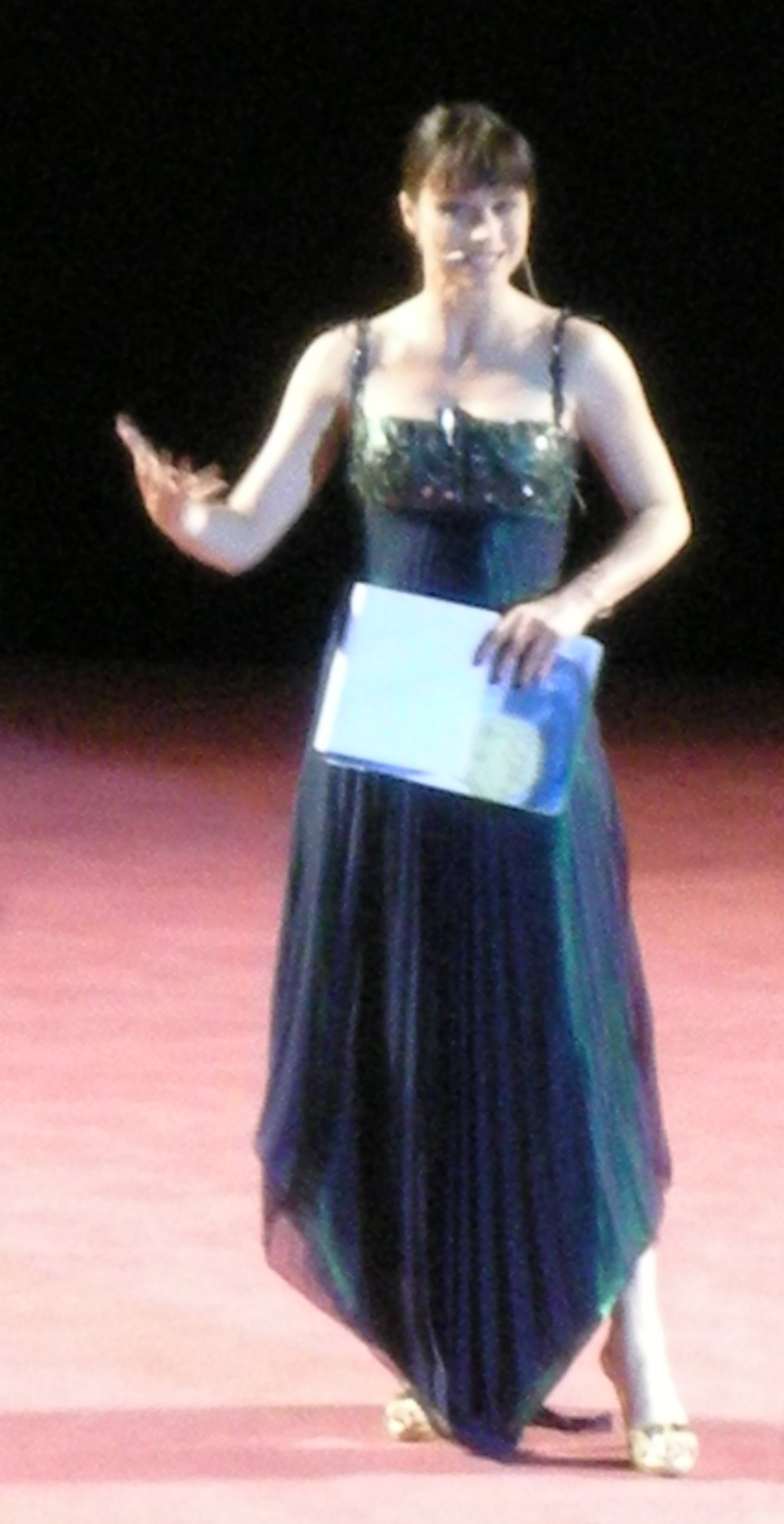
Lorena Bianchetti (2009)

Lorena Bianchetti (Roma, 9 febbraio 1974) è una conduttrice televisiva, conduttrice radiofonica e autrice televisiva italiana.

## Biografia
Laureata in Lingue e Letterature straniere presso l'Università di Roma "La Sapienza", è giornalista pubblicista dal marzo 2005.

### Carriera televisiva
Interprete di fotoromanzi per le riviste Cioè e Mia in gioventù, esordisce in Rai nel 1988 recitando nella miniserie tv Una lepre con la faccia di bambina. Successivamente approda come ballerina nello show del mezzogiorno Piacere Raiuno in onda sulla prima rete Rai. Appare per la prima volta nel ruolo di presentatrice dal 1994 al 1997 in Italia in bicicletta, programma culturale di 240 puntate in onda tutte le mattine su Rai 3. Nel 1997 è stata la valletta di Corrado a La Corrida - Dilettanti allo sbaraglio su Canale 5; nello stesso anno conduce su Stream TV Canale Viaggi, un programma dedicato ai viaggi. Conduce anche la trasmissione Speciale Rai international (1997-1998), per gli italiani all'estero, in onda in tutto il mondo dal lunedì al venerdì. In ogni puntata ha intervistato un personaggio diverso appartenente al mondo della letteratura, del cinema, della televisione.
Per il TG2 è stata l'inviata a Pietrelcina in occasione della canonizzazione di Padre Pio (2002). Sempre a partire dall'anno 2000 collabora con il TG1, per il quale realizza varie interviste (come all'ex Presidente della repubblica Oscar Luigi Scalfaro), mandate in onda negli speciali sugli eventi giubilari. Diventa nota al grande pubblico conducendo dal 25 dicembre 1999 al 2005, in diretta ogni domenica mattina su Rai 1 dalle 10.30, il programma A Sua immagine, realizzato in collaborazione con la Conferenza Episcopale Italiana. Il programma, in cui ha svolto anche mansioni di autrice di testi, nel 2003 è stato insignito del "Golden Graal".
È stata inviata speciale e conduttrice nella rubrica Giubileo 2000 su Rai 1, ha presentato il Giubileo dei bambini, trasmesso in mondovisione, il Giubileo dei Cursillos, la XV Giornata mondiale della Gioventù (San Giovanni - Tor Vergata) trasmessa in mondovisione e altri eventi giubilari in presenza di papa Giovanni Paolo II, uno speciale sul Giubileo delle Università, il Giubileo dei governanti e dei parlamentari. Su Rai 1 ha gestito le dirette sui viaggi di papa Giovanni Paolo II a Kiev ed Atene.
Per la Chiesa italiana, Lorena Bianchetti ha presentato anche moltissimi eventi "live", tra cui vanno ricordati tutte le edizioni di Jubilmusic - International Festival of Christian Music dal Teatro Ariston di Sanremo nonché, nell'estate 2002, l'evento "Italyani" da Toronto, Canada, promosso dalla Conferenza Episcopale Italiana in occasione della XVII Giornata mondiale della gioventù, trasmesso in diretta su Rai 1 e il Grande Incontragiovani di Tor Vergata nel 2000 a Roma, davanti a due milioni di giovani (Rai 1 e Sat 2000). Ha condotto quattro edizioni del Concerto dell'Epifania; con Carlo Conti ha presentato lo Speciale Venerdì santo (2001), Rai 1. Ha condotto lo spettacolo di beneficenza La notte degli angeli, trasmesso il 9 aprile del 2007 da Rai International ed organizzato a Paravati di Mileto da Ruggero Pegna, dedicato alla mistica Natuzza Evolo ed alla Fondazione Cuore Immacolato di Maria Rifugio delle Anime.
Nel 2002-2003 è spesso inviata di Uno Mattina Sabato e domenica e sempre nel 2002 è inviata per Telethon. 
Ha condotto nella stagione 2005-2006 su Rai 2 Al posto tuo, talk-show dedicato alle problematiche del vivere quotidiano, programma giunto successivamente in prima serata. Nell'aprile del 2005 ha condotto in Mondovisione, in diretta dal Campidoglio, il Family Fest in onda in Italia su Rai 1. Nel 2004 recita nella fiction di Canale 5 Carabinieri (Canale 5, 2004).
Nell'agosto del 2005 ha condotto in prima serata su Rai 1 con Bruno Vespa la Giornata mondiale della gioventù in diretta da Colonia, in Germania, evento per il quale ha realizzato anche uno speciale per la seconda serata.
Dal 1º ottobre 2006 per tre stagioni è, insieme a Pippo Baudo e a Massimo Giletti, alla conduzione del pomeriggio domenicale di Rai 1, nello storico Domenica in. Nel novembre 2006 è stata conduttrice della seconda giornata del 49º Zecchino d'Oro. A luglio 2008 ha condotto dall'Australia, in mondovisione, la giornata mondiale della gioventù. Nella stagione 2009-2010 conduce insieme a Milo Infante su Rai 2 il contenitore pomeridiano L'Italia sul 2. Ha inoltre condotto in carriera, su Rai 1, quattro edizioni speciali de Lo Zecchino d'Oro - Speciale di Natale, dal 2005 al 2008 e un'edizione del galà Prix Italia. Nel 2008 ha condotto da Sydney, Australia, un evento trasmesso da Rai1 e Sat2000 chiamato “Viva Agorà”, la tradizionale festa dei pellegrini italiani della Giornata mondiale della gioventù.
Nella stagione 2010-2011 conduce su Rai 2 la rubrica Dillo a Lorena, all'interno del programma Pomeriggio sul 2 condotto da Caterina Balivo e Milo Infante. Sabato 30 aprile 2011 conduce su Rai 2, con Massimiliano Ossini, una serata dedicata alla beatificazione di Giovanni Paolo II. Ha recitato in alcuni spot pubblicitari ed è stata testimonial di alcuni prodotti. Il 24 dicembre 2011 ha condotto in prima serata, su Rai 2, il Concerto di Natale dall'auditorium di Roma. Nel settembre 2011 conduce su Rai 1 il Congresso Eucaristico in diretta da Ancona.
Dalla stagione televisiva 2011-2012, torna a condurre L'Italia sul 2 sempre accanto a Milo Infante. Dal 17 settembre 2012 conduce su Rai 2 il nuovo talk show pomeridiano Parliamone in famiglia ma, a causa di bassi ascolti, il programma viene chiuso il 26 ottobre, dopo appena un mese e mezzo di trasmissione. Nel 2013 partecipa come inviata a Mission in Ecuador assieme all'attore Cesare Bocci. Nello stesso anno conduce in diretta su Rai 1 da Rio de Janeiro, Brasile, degli speciali sulla Giornata Mondiale della Gioventù.
Dal 1º febbraio 2014, sostituendo Rosario Carello, torna nuovamente alla conduzione di A Sua immagine. Ha condotto in spagnolo, nel 2017, presso l'aula Sinodale del Vaticano, l'evento "Scholas Occurrentes", in presenza di Papa Francesco, Richard Gere, George Clooney e Salma Hayek (TV2000, 2017)
Nel 2018 esordisce come scrittrice col libro "Una guerriera disarmata".
Il 4 giugno 2023 in "La forza della vita", uno speciale del programma A Sua immagine intervista Papa Francesco per la prima volta in assoluto in uno studio televisivo.

### Carriera radiofonica
Ha condotto nel 2008 e nel 2009, per lo spazio La Mezzanotte di Radio 2, due edizioni del programma "Conflitto d'ascolti" (scritto dal giornalista Marcello Villella), in cui ha parlato di TV e di altri media d'informazione in radio con ospiti i grandi protagonisti del piccolo schermo. Sempre nel 2009 e sempre per Rai Radio 2 ha condotto il programma d'informazione e intrattenimento estivo 40 gradi, scritto con Marcello Villella. Nel luglio 2010 ha condotto su Rai Radio 1 Lido Lorena, varietà radiofonico scritto da Casimiro Lieto e Marcello Villella.

## Vita privata
Dal 2015 è sposata con l'imprenditore romano Bernardo De Luca, da cui ha avuto una figlia, Estelle, nata il 5 marzo 2019.

## Controversie
- In una puntata di Domenica In andata in onda nel mese di aprile 2009 Lorena Bianchetti si mostra molto turbata da una battuta del Mago Silvan, un ospite della trasmissione che, nel corso di un gioco di prestigio, ha detto «questa è una bacchetta magica che presteremo anche a Berlusconi» (allora Presidente del Consiglio). Alla fine del numero, Lorena Bianchetti ha voluto dissociarsi dalla battuta fatta dal prestigiatore, dicendo che quell'intervento era «assolutamente personale». La conduttrice si è poi complimentata vivamente con le istituzioni, la Protezione civile e i volontari, per come stavano gestendo l'emergenza del terremoto in Abruzzo. La sua reazione è stata stigmatizzata da diversi blog, dal critico televisivo Aldo Grasso[10], dall'editorialista Massimo Gramellini[11] e da altri opinionisti.[10]

- Una puntata di Canzoni e Sfide, andata in onda su Rai 2 il 29 dicembre 2010, vedeva tra i partecipanti Mary Marino, una dodicenne figlia del boss della camorra Gaetano Marino, poi ucciso di fronte a uno stabilimento balneare di Terracina il 23 agosto 2012. Lorena Bianchetti introdusse così la bambina: «Lei è una bambina, ma ha voluto scrivere e dedicare una lettera al suo papà, davvero molto toccante». Alla fine dell'esibizione, la Bianchetti si avvicinò alla bambina e le chiese di dare un bacio al genitore, seduto in prima fila nel teatro di Catanzaro. Il boss fu inquadrato con particolare riguardo per le sue condizioni fisiche, in quanto privo di entrambe le mani, perse maneggiando un ordigno esplosivo. L'apparizione fu denunciata da Roberto Saviano che si domandò il perché di quell'omaggio al boss camorrista.[12] La Bianchetti si giustificò affermando che fosse compito degli autori e della produzione fornire le informazioni relative ai personaggi da presentare.[13]

## Filmografia

### Cinema
- La mia vita a stelle e strisce (2003), regia di Massimo Ceccherini
- Un illustre conosciuto - Guglielmo Massaja (2009), regia di Paolo Damosso - voce narrante[14]

### Televisione
- Una lepre con la faccia di bambina (Rai 1, 1988), regia Gianni Serra
- Carabinieri (Canale 5, 2004)

## Programmi televisivi
- Piacere Raiuno (Rai 1, 1991-1992)
- Ci siamo!?! (Rai 2, 1992-1993)
- Italia in bicicletta (Rai 3, 1994-1997)
- Ciao Elvis (Rai 2, 1996-1997)
- La Corrida - Dilettanti allo sbaraglio (Canale 5, 1997)
- Canale Viaggi (Stream TV, 1997)
- Speciale Rai International (Rai International, 1997-1999)
- A Sua immagine (Rai 1, 1999-2005, dal 2014)
- Jubilmusic - International Festival of Christian Music (Rai 1, 2002)
- Uno Mattina Sabato e domenica (Rai 1, 2002-2003) inviata
- Telethon (Rai 1, Rai 2, 2002, 2009-2011, 2020-2021)
- Concerto dell'Epifania (Rai 1, 2003-2009)
- Family Fest (Rai 1, 2005)
- Giornata mondiale della gioventù (Rai 1, 2005, 2013)
- Al posto tuo (Rai 2, 2005-2006)
- Zecchino d'Oro (Rai 1, 2006-2007)
- Domenica in (Rai 1, 2006-2009)
- Domenica In - Speciale Sanremo (Rai 1, 2007-2009)
- La notte degli angeli (Rai International, 2007)
- 59° Prix d’Italia (Rai 1, 2007)
- Zecchino d'Oro - Aspettando il Natale (Rai 1, 2005-2008)
- Gran galà dello Zecchino d'Oro (Rai 1, 2007) concorrente
- L'Italia sul 2 (Rai 2, 2009-2010, 2011-2012)
- Zecchino d'Oro - Natale con lo Zecchino (Rai 1, 2009)
- Te piace 'o Presepe (Rai 1, 2009)
- Pomeriggio sul 2 (Rai 2, 2010-2011)
- Canzoni e sfide (Rai 2, 2010)
- Premio Libertà (Rai 2, 2011)
- Al centro della vita - Mille famiglie, una sola famiglia - XXV Congresso Eucaristico Nazionale (Rai 1, 2011)
- Karol, un Santo Padre (Rai 2, 2011)
- Derby del cuore (Rai 2, 2011)
- Concerto di Natale (Rai 2, 2011-2012)
- Medjugorje - I messaggi di Maria (Rai 2, 2011)
- Fatima, Lourdes e Medjugorje (Rai 2, 2012)
- Lotto per Amore (Rai 2, 2013)
- 10 Piazze per 10 Comandamenti (TV2000, 2013)
- Premio Bellisario (Rai 2, 2012-2014)
- Parliamone in famiglia (Rai 2, 2012)
- Mission (Rai 1, 2013) inviata
- Una voce per Padre Pio (Rai 1, 2017)
- Miss Italia (Rai 1, 2019) giurata
- Senato & Cultura - Omaggio a Ennio Morricone (Rai 5, 2020)
- Festival Tulipani di seta nera - Gran galà del sociale (Rai 2, 2022-2025)
- Mi presento ai tuoi (Rai 2,  2023-2024)
- La notte dei miracoli - 800 anni del Presepe (Rai 1, 2024)

## Radio
- Conflitto d'Ascolti (Rai Radio 2, 2008, 2009)
- 40 gradi (Rai Radio 2, 2008-2009)
- Lido Lorena (Rai Radio 1, 2010)
- Festival Show 2016 (Radio Birikina, 2016)
- Christmas Sounds - Concerto di Natale della Banda dei Carabinieri (Rai Radio Tutta Italiana, Gr Parlamento, 2021)[15]

## Web
- Basilicata Sacra - I luoghi dell'anima (Canale You Tube Basilicata Turistica, 2015)
- Christmas Sounds - Concerto di Natale della Banda dei Carabinieri (RaiPlay, 2021)
- Mama (TvLoft, 2023)[16]

## Pubblicità e Campagne di solidarietà
- Jolly Colombani (1987)
- Mondiali Italia90 (1990)
- Clear (1992)
- Kinder (1993)
- Rovagnati (1994)
- Lines (1994)[17]
- Sony Playstation (1994)
- Champagne De la Pierre (1996)
- Opel (1996)
- Sparkling Dreams linea gioielli disegnata da Alessandro Magrino per Maria Cristina Sterling (2009)
- Fondazione Alessandra Bisceglia W ALE Onlus (2014)
- Testimonial per UNCHR Italia (2018 - in corso)

## Libri ed editoria
Agli inizi della carriera ha recitato in alcuni fotoromanzi per le riviste Mia e Cioè. In seguito ha scritto numerosi articoli per QN - Quotidiano Nazionale, Il Resto del Carlino, La Nazione, Il Giorno, Radiocorriere TV e su Il Messaggero di Sant’Antonio.
- Mai più indifesa di Chiara Gambino Altri Media (2019) -  postfazione
- Una guerriera disarmata Piemme (2019)[18]
- Ninna nanna nonna oh, questa mamma a chi la do. Dove vanno a finire i pensieri di una mamma nel suo correre quotidiano di Chiara Gambino Altri Media (2022) -  prefazione

## Altre attività
- Premio Margutta (Roma, 2003-2005)[19]
- Festival Alexian and International Friends (Lanciano, 2006, 2008, 2009, 2011)
- Miss Calabria (Gioia Tauro, 2007)
- Biglietto d'Oro (Sorrento, 2007-2010, 2012-2017)[20]
- Taormina Film festival (Taormina, 2008-2009)[21][22]
- La Bibbia giorno e notte. I mille volti di un’esperienza indimenticabile (Roma, 2009)[23]
- Premio Internazionale Mino Reitano (Fiumara, 2009)[24]
- 67ª e 68ª Mostra d’arte cinematografica di Venezia - Premio Pari Opportunità - Premio Kinéo (Venezia, 2010-2011)[25][26]giurata
- Serata Manzoniana (Milano, 2010)[27]
- Famiglia, Educazione, Televisione (Milano, 2011)
- Una vita per la Musica (Molfetta, 2011)[28]
- Premio Salentino (Copertino, 2011)[29]
- Una vita nel Cinema (Venezia, 2011)[30]
- Premio Carlo Porta (Milano, 2011-2012)[31]
- Uno di noi, l'Europa di domani è nelle vostre mani (Città del Vaticano, 2012)
- FreedHope Festival (Tolentino, 2012)
- Andemm al Domm (Milano, 2012-2014)[32]
- Inaugurazione dell'America's Cup 2013 (Napoli, 2013)
- Il Cinema incontra il lavoro: Mercogliano Film festival (Mercogliano, 2013)
- Ad alta quota (Roma, Cosenza, 2013)[33]
- Nella Memoria di Giovanni Paolo II (Palermo, 2013)[34]
- Le misericordie di Dio non sono finite... (Verona, 2013)[35]
- 74ª Mostra d’arte cinematografica di Venezia - Premio Bresson (Venezia, 2014)[36]
- Giubileo 2015 – Viaggio nell’Italia dell’Anno Santo (Roma, 2015)[37]
- Testimoninum – la Placchetta del Pellegrino (Roma, 2016)[38]
- Festival Show 2016 (varie città italiane, 2016)[39]
- Half Marathon Via Pacis (Roma, 2017)[40] direttore artistico
- Nomadincontro (Novellara, 2017)[41]
- Donne: contro ogni tipo di violenza- Presentazione Piattaforma a cura del Coordinamento Nazionale Donne (Roma, 2017)
- Premio per la cultura Mediterranea (Cosenza, 2017, 2020)[42]
- 74ª Mostra d’arte cinematografica di Venezia - Giovani & Cinema (Venezia, 2017)[43]
- Premio Gerbera d'Oro 2018 (Roma, 2018)[44]
- "Storia di Christian. Ogni vita è per sempre (Anzio, 2018)
- Premio Ovidio 2018 (Sulmona, 2018)[45]
- Concerto della Banda Musicale dell'Arma dei Carabinieri per il Circolo San Pietro (Roma, 2019)[46]
- Comunità convergenti (Assisi, 2019)[47]
- "Fede e vissuto ecclesiale: sulle soglie della vita - VI Convegno Diocesano (Sessa Aurunca, 2019)
- Perdonanza Celestiniana (L'Aquila, 2019-2023)[48][49]
- E' la Radio - Rai Radio 1, Rai Radio 2, Rai Radio 3, Isoradio e i canali Digitali si raccontano (Roma, 2019)[50]
- XXIII edizione del Tertio millennio film Fest (Roma, 2020)[51]
- Dall’inclusione all’appartenenza (Roma, 2021)[52]
- Virtual Sport Gala (Roma, 2021)
- Seguendo la Stella (Rieti, 2021)[53]
- Premio Charlot (Salerno, 2022)[54]
- 46 Festa di Avvenire (Lerici, 2022)[55]
- Premio Letterario Il Libro della Vita (Battaglia Terme, 2023)[56]giurata

## Riconoscimenti
- Premio giornalistico Valerio Volpini (Maggio 2008)[57]
- Premio Riviera “Laurence Olivier Vivien Leigh (2010)[58]
- Donna di Stile 2012 (2012)[59]
- Premio Roma è... Arte e Fede (Aprile 2016)[60]
- Onorificenza FIC - Federazione Italiana Cuochi (Dicembre 2019)[61]
- Cavaliere della Repubblica Italiana (Aprile 2021)
- Premio Narducci (Luglio 2022)[62]